# Михайличенко, Владимир Терентьевич
Михайличенко Владимир Терентьевич (13 сентября 1936, Кривой Рог, Днепропетровская область — 4 января 1978, Кривой Рог, Днепропетровская область) — советский украинский поэт. Член Союза писателей Украины (2001, посмертно).

## Биография
Родился 13 сентября 1936 года на руднике «Красногвардейский» в Жовтневом районе города Кривой Рог.
Осенью 1944 года, после освобождения Кривого Рога от немецкой оккупации, пошёл в среднюю школу № 37, которую окончил в 1954 году.
После окончания школы работал в строительно-монтажном управлении в Киеве, но заболев туберкулёзом лёгких вернулся в Кривой Рог, где долго лечился. В ноябре 1957 — сентябре 1959 годов — ответственный секретарь многотиражки «Бурильщик» рудоуправления имени Коминтерна.
В 1959 году поступил на филологический факультет Киевского государственного университета, но проучившись 3 курса оставил учёбу из-за обострения туберкулёза.
Вернулся Кривой Рог, где до 1969 года работал в редакции газеты «На трудовой вахте».
В 1963 году женился на Мандзюк Ольге Анатольевне, в браке родился сын Владимир. Летом 1969 года супруга уехала работать по специальности в город Хмельницкий, куда в сентябре переехал и Владимир, где начал работать в районной газете «Прибужская заря».
С сентября 1971 года — редактор программы «Последние известия» Криворожской редакции радиовещания. В 1971 году женился на Кругловой Нине Богдановне, в браке родилась дочь Мария.
В 1972—1977 годах — сотрудник газеты «Сельский труженик».
Умер 4 января 1978 года в Кривом Роге.

## Творчество
Стихи писал с детства. Печатался в журналах «Днепр», «Знамя», периодической прессе.
В 1958 году вышел его первый сборник стихов «Лирика». Посмертно было издано две книги стихов: «Ритмы Кривбасса» (1979) и «Пламя» (1997).
Творчество оценили Гончар, Тычина, В. Сосюра.

### Произведения
- Ритми Кривбасу: поезії / Володимир Терентійович Михайличенко. — Дніпропетровськ: Промiнь, 1979. — 46 с.
- Полум'я: поезії, щоденник, статті, спогади / Володимир Терентійович Михайличенко; Ред., передмова Іван Щербатенко; Упоряд. Н. Михайличенко, Володимир Пугач. — Киев: Деміур, 1997. — 223 с. ISBN 966-95165-0-1.

## Память
- Именем названа улица в городе Кривой Рог[2].